# Rua Voluntários da Pátria (São Paulo)
A Rua Voluntários da Pátria é um logradouro da Zona Norte do município de São Paulo, Brasil.
Essa rua começa na Marginal Tietê, na zona norte, liga-se a importantes vias de Santana, como Avenida General Ataliba Leonel, Avenida Brás Leme e Rua Conselheiro Moreira de Barros e termina no Mandaqui logo no início das avenidas Zumkeller e Santa Inês.

## História
Até a segunda metade do século XIX, a Voluntários era chamada "Estrada para Bragança". O nome atual da rua é uma homenagem aos "Voluntários da Pátria", soldados brasileiros que lutaram na Guerra da Tríplice Aliança (Guerra do Paraguai).

## Características

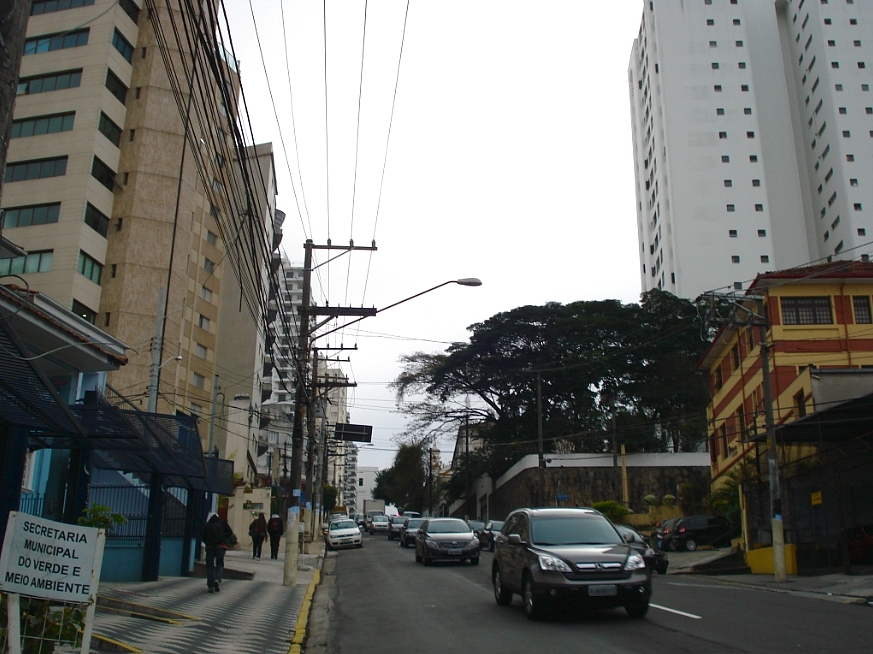
Descida da rua em direção ao centro de Santana

A Rua Voluntários da Pátria é uma das ruas mais importantes, movimentadas e conhecidas da zona norte paulistana. Possui grande concentração comercial, principalmente nas proximidades da estação Santana. Ao longo de seus quase 5 quilômetros de extensão, encontram-se um pequeno shopping, a Galeria Santana, lojas, supermercados, agências bancárias, alguns colégios e faculdades, cinco hospitais e vários edifícios comerciais e residenciais. Possui cerca de 600 lojas.
A região baixa da rua, nas proximidades da Estação Santana, está relativamente degradada, devido principalmente a zonas de meretrício noturnas, inúmeras pichações e certo número de moradores de rua.
No trecho mais alto da rua, passando pela região do Alto de Santana até as proximidades do Hospital Mandaqui, há predomínio residencial, com muitos edifícios de classe média, média-alta e alta.

## Pontos de interesse
- ZAAP Tecnologia
- Arquivo Público do Estado‎
- Centro de Santana
- Conjunto Hospitalar do Mandaqui
- Multimídia Trade Center
- Museu do Dentista
- Palacete Baruel
- Universidade Sant'Anna

## Fotos da rua
|                                                 |                                                                        |                                                          |  |  |  |  |
|                                                 |                                                                        |                                                          |  |  |  |  |
| Prédios no alto da Voluntários, Alto de Santana | Alto da rua, no bairro de Vila Santana, próximo ao Hospital São Camilo | Trecho final da rua, no bairro e no distrito do Mandaqui |  |  |  |  |